# Jason Lundmark
Jason Lundmark (* 9. November 1984 in Edmonton, Alberta) ist ein ehemaliger kanadischer Eishockeyspieler, der zuletzt für die Colorado Eagles in der Central Hockey League gespielt hat. Sein älterer Bruder Jamie Lundmark war ebenfalls professioneller Eishockeyspieler.

## Karriere
Lundmark begann seine Eishockey-Karriere bei den Moose Jaw Warriors, einer Juniorenmannschaft aus der Western Hockey League. In drei Jahren und über 100 Saisonspielen in der WHL erzielte er 34 Scorerpunkte und verbrachte über 100 Spielminuten auf der Strafbank. Seine letzte Juniorensaison absolvierte er für die Spruce Grove Saints in der Alberta Junior Hockey League, wo er in 62 Spielen 14 Tore und 37 Assists erzielte. Daraufhin wurde er in das All-Star-Team der AJHL berufen und belegte Platz zwei bei der Wahl zum besten Verteidiger der Liga.
Im Juli 2005 bekam er ein Stipendium für die University of Windsor, wo er für die Windsor Lancers auf das Eis gehen sollte. Kurze Zeit später legten ihm die Colorado Eagles aus der Central Hockey League ein erstes Profi-Vertragsangebot vor, das er im Oktober 2005 unterzeichnete. Am 2. November 2005 erzielte er sein erstes Tor als Profi für die Eagles, allerdings verlor seine Mannschaft gegen die Bossier-Shreveport Mudbugs mit 1:6.
Der EC Peiting war Lundmarks erste Station außerhalb von Nordamerika. In der Saison 2006/07 erzielte er für sein Team 13 Tore und gab 17 Vorlagen bei 70 Strafminuten und war damit zehnt-bester Verteidiger der Oberliga. Peiting erreichte zwar die Play-offs, allerdings scheiterte man in der ersten Runde am SC Riessersee. Nach der Saison entschied sich Jason Lundmark für einen Wechsel zum Bundesliga-Absteiger Dresdner Eislöwen. Geschäftsführer Jan Tábor schätzte ihn damals so ein: „Jason Lundmark ist ein junger Spieler und ein sehr großes Talent. Er hat einen guten Schuss, ist defensivstark und spielt stets mit hartem Einsatz. Jason will sich weiterentwickeln und nach oben gehen - Dresden sieht er entsprechend als Chance, sich hier zu beweisen.“ Im Lauf der folgenden Spielzeit entwickelte er sich zu einem Führungsspieler innerhalb des Dresdner Teams und gehörte zu den punktbesten Verteidigern der Oberliga. Am Saisonende wurde er von der Zeitschrift Eishockey News zum Oberliga-Verteidiger des Jahres gewählt. Zudem erreichte er mit den Eislöwen den Aufstieg in die 2. Bundesliga. Sein Vertrag in Dresden wurde kurze Zeit später verlängert, aber wirklich durchsetzen konnte er sich in der zweiten Spielklasse nicht. Nach vielen Niederlagen und der Verpflichtung weiterer Kontingentspieler entschied das Management der Eislöwen Anfang Dezember 2008, Lundmark zu beurlauben.
Ab dem 9. Dezember 2008 stand Lundmark bei den Starbulls Rosenheim unter Vertrag, der zunächst bis Ende Januar 2009 befristet war. Später bekam er eine Vertragsverlängerung und blieb bis zum Ende des Spieljahres bei den Starbulls, bevor er im Herbst 2009 zu den Colorado Eagles in die Central Hockey League wechselte. Dort beendete er im Sommer 2010 seine aktive Karriere.